# Echt-Susteren
Echt-Susteren – gmina w Holandii, w prowincji Limburgia.

## Miejscowości
Echt, Susteren, Pey, Nieuwstadt, Koningsbosch, Roosteren, Sint Joost, Maria-Hoop, Heide, Slek, Dieteren.

## Współpraca
Miejscowość partnerska:
- Maaseik, Belgia